# ル・コンケ
ル・コンケ （Le Conquet、ブルトン語:Konk-Leon）は、フランス、ブルターニュ地域圏、フィニステール県のコミューン。

## 歴史

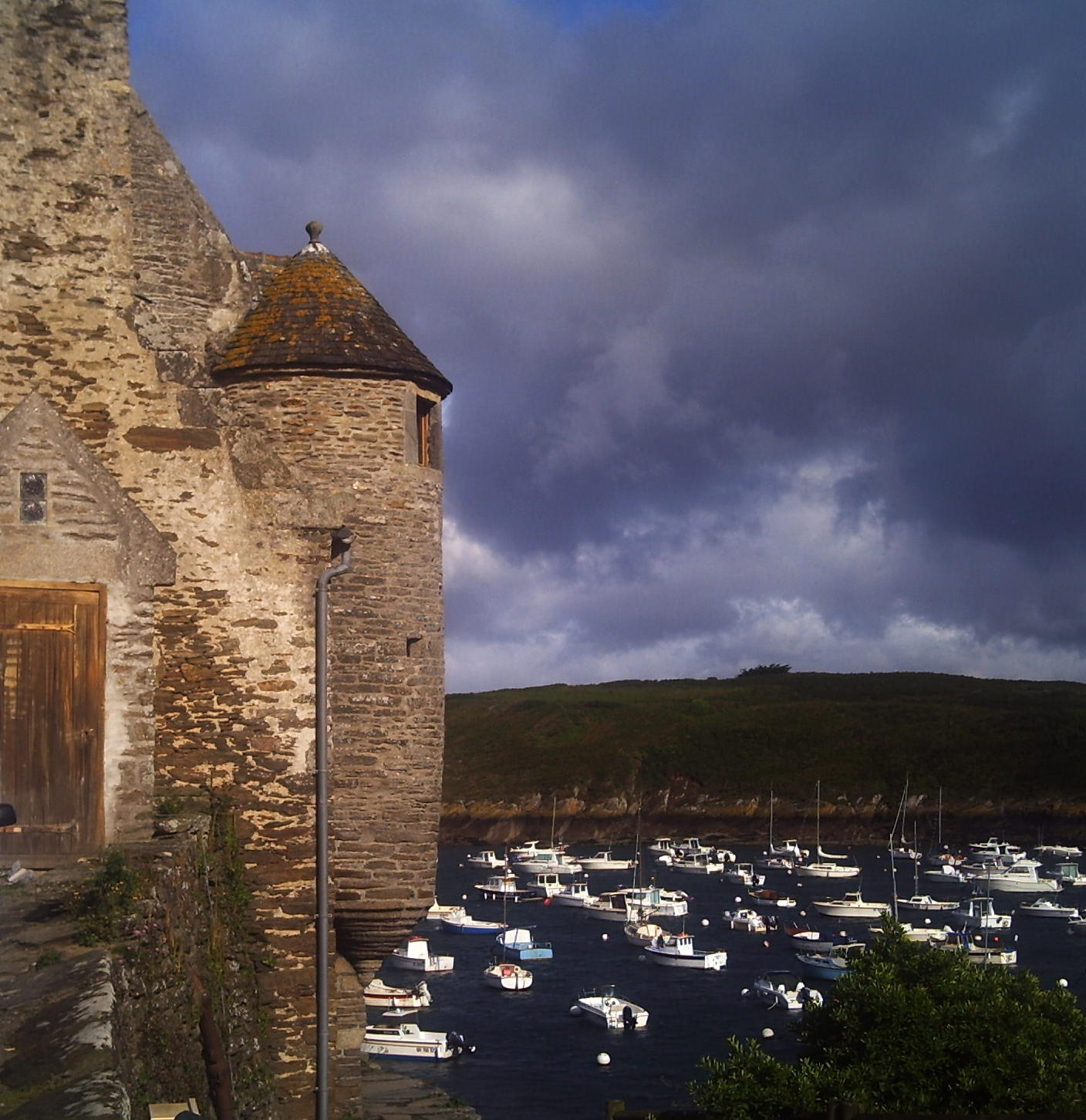
かつての領主の館と、港

町の古い名はロクリスト（Lochrist、1527年の名はTreff de Lochrist Plouconvelen）といい、テンプル騎士団と聖ヨハネ騎士団によっておそらく基礎が築かれた。16世紀、ル・コンケはブレストとサン＝ルナンの代官領の一部であった。ル・コンケの古い部分は、プルゴンヴラン教区解体後、ロクリスト領内に作られた。1857年にはレオン教区に属する小教区が置かれた。

## 経済
ル・コンケ漁港の運営は、2007年からブレスト通商産業局が運営している。近海を回る漁船がカニ、エイ、カレイ、イセエビを水揚げする。
沖合のウェサン島、モレーヌ島へのフェリーが行き来している。

## 統計
| 1962                                                                                             | 1968 | 1975 | 1982 | 1990 | 1999 | 2005 |
| ------------------------------------------------------------------------------------------------ | ---- | ---- | ---- | ---- | ---- | ---- |
| 1891                                                                                             | 1811 | 1881 | 2011 | 2149 | 2408 | 2534 |
| Not counting those already counted in another commune (such as students and military personnel). |      |      |      |      |      |      |

## 姉妹都市
- スランディロ、ウェールズ、イギリス